# Mighty to save
Mighty to Save es el decimoquinto álbum de música cristiana contemporánea de la serie alabanza y adoración interpretado por la iglesia Hillsong.
Fue lanzado en julio del 2006, en la conferencia anual de Hillsong.

## Grabación del álbum
Mighty to Save fue grabado en vivo en Sídney el 5 de marzo de 2006 , siendo interpretado por Darlene Zschech y por el equipo de Hillsong. Alrededor de 10 000 personas de la iglesia Hillsong se reunieron para grabar el álbum.

## Letras y composición
Las canciones de Mighty to Save fueron escritas casi un año antes de grabar el álbum. Canciones como "Higher" fueron escritas a principios del 2005, mientras que canciones como "The Freedom We Know" fueron escritas semanas antes de grabar el álbum. El mismo también incluye canciones del álbum United We Stand de la banda Hillsong United. 
La mayoría de las cancionesfueron escritas por Reuben Morgan, Marty Sampson, Joel Houston, Ben Fielding y Darlene Zschech. La premiada New Zealand cantautora Brooke Fraser, quien se integró a la iglesia Hillsong después de mudarse a Australia, escribió una canción para el álbum.
"More to See" fue escrita por Darlene Zschech, Mia Fieldes, Deborah Ezzy, Donia Makedonez y Nigel Hendroff después que Darlene estuviese inspirada en escribir una canción sobre mujeres que habían vivido la vida cristiana y pudiesen inspirar a otros.
Las canciones se caracterizan por plasmar

## Lista de canciones (CD)
1. "Take It All" (Marty Sampson, Matt Crocker, & Scott Ligertwood) - 4:05
2. "The Freedom We Know" (Joel Houston, Matt Tennikoff & Sampson) - 4:25
3. "For Who You Are" (Marty Sampson) - 4:28
4. "You Alone Are God" (Ben Fielding & Reuben Morgan) - 6:21
5. "At the Cross" (Darlene Zschech & Morgan) - 6:49
6. "From the Inside Out" (Sampson) - 5:52
7. "Found" (Dave George) - 5:13
8. "More to See" (Zschech, Mia Fieldes, Deborah Ezzy, Donia Makedonez & Nigel Hendroff) - 4:33
9. "Adonai" (Raymond Badham & Fieldes) - 4:27
10. "I Believe" (Marty Sampson) - 3:51
11. "Oceans Will Part" (Fielding) - 5:07
12. "None but Jesus" (Brooke Fraser) - 5:48
13. "Higher"/"I Believe in You" ("Higher":Mia Fieldes; "I Believe in You": Zschech) - 8:37
14. "Mighty to Save" (Ben Fielding & Morgan) - 6:50

## Lista de canciones(DVD)
Las canciones del DVD están en diferente orden y tienen más canciones que el CD:
- Intro
1. "Take It All"
2. "I Believe"
3. "The Freedom We Know"
4. "For Who You Are"
5. "You Alone Are God"
6. "Open My Eyes" (Marty Sampson & Mia Fieldes)
7. "The Deep of Your Grace" (Fieldes)
8. "From the Inside Out"
9. "Found"
10. "More to See"
11. "Follow the Son" (Jay Cook & Gio Galanti)
12. "Adonai"
13. "Higher/I Believe in You"
14. "Oceans Will Part"
15. "None but Jesus"
16. "At the Cross"
17. "Mighty to Save"
18. "How Great Is Our God" (Chris Tomlin, Jesse Reeves & Ed Cash)

## Trivia
- "Follow the Son" y "How Great Is Our God" están también en Jesus Is interpretadas por Hillsong London.
- Durante la noche actual, "From the Inside Out" fue cantada después de "For Who You Are", y "You Alone Are God" después de "Deep of Your Grace".
- "At the Cross" es una canción dedicada en memoria de Jeremy Wong.

- Datos: Q6013739